# Судилківська сільська територіальна громада
Судилківська сільська територіальна громада — територіальна громада в Україні, в Шепетівському районі Хмельницької області. Адміністративний центр — село Судилків.
Площа громади — 386,76 км², населення — 13 143 мешканці (2018).
Утворена 5 вересня 2016 року шляхом об'єднання Вовківецької, Городищенської, Новичівської, Серединецької, Судилківської та Хролинської сільських рад Шепетівського району.

## Населені пункти
До складу громади входять 21 село:
| Село              | Населення (2015) |
| ----------------- | ---------------- |
| Судилків          | 5429             |
| Городище          | 1833             |
| Лозичне           | 728              |
| Поляна            | 697              |
| Хролин            | 661              |
| Траулин           | 648              |
| Серединці         | 627              |
| Білокриниччя      | 604              |
| Велика Медведівка | 485              |
| Пашуки            | 422              |
| Красносілка       | 347              |
| Климентовичі      | 270              |
| Вовківці          | 254              |
| Жолудки           | 214              |
| Рудня-Новенька    | 207              |
| Новичі            | 182              |
| Вовківчики        | 145              |
| Березне           | 98               |
| Мальованка        | 78               |
| Купине            | 66               |
| Савичі            | 54               |

## Символіка
Затверджена 22 грудня 2021 р. рішенням № 9 XVI сесії сільської ради VIII скликання. Автори — В. М. Напиткін, В. Д. Мазур.

### Герб
В срібному щиті з червоними бічниками стилізована волинська вишивка з червоних восьмикутних зірок, розташованих на вершинах ромбів, сторони яких утворені чорними вишитими нитяними гілочками, в ромбах покладені червоні стилізовані грона калини Щит вписаний в золотий декоративний картуш і увінчаний золотою територіальною короною. Внизу картуша напис «СУДИЛКІВСЬКА ГРОМАДА».
Стилізована вишивка з сорочки, притаманна даному регіону, символізує двадцять одне село (зірочки), об'єднане в єдиний візерунок громади.

### Прапор
Квадратне полотнище розділене на три вертикальні смуги — червону, білу, червону, у співвідношенні 11:28:11; на середній смузі стилізована волинська вишивка з червоних восьмикутних зірок, розташованих на вершинах ромбів, сторони яких утворені чорними вишитими нитяними гілочками, в ромбах покладені червоні стилізовані грона калини.